# Qūrshālū
Qūrshālū (persiska: قورشالو, قورشاقلو, Qūrshāqlū) är en ort i Iran.   Den ligger i provinsen Västazarbaijan, i den nordvästra delen av landet, 600 km väster om huvudstaden Teheran. Qūrshālū ligger 1 291 meter över havet och antalet invånare är 212.
Terrängen runt Qūrshālū är platt åt nordost, men åt sydväst är den kuperad.Runt Qūrshālū är det ganska tätbefolkat, med 185 invånare per kvadratkilometer. Närmaste större samhälle är Urmia, 8,8 km nordväst om Qūrshālū. Trakten runt Qūrshālū består till största delen av jordbruksmark.